# Svein Grøndalen
Svein Grøndalen (ur. 8 lutego 1955 w Halden) – norweski piłkarz grający na pozycji lewego lub środkowego obrońcy. W swojej karierze rozegrał 77 meczów w reprezentacji Norwegii.

## Kariera klubowa
Karierę piłkarską Grøndalen rozpoczynał w klubie Raufoss IL. W 1971 roku zadebiutował w jego barwach w drugiej lidze norweskiej. W 1972 roku awansował z Raufoss do pierwszej ligi, w której w barwach Raufoss grał w latach 1973–1974.
W 1975 roku Grøndalen odszedł z Raufoss do Rosenborga Trondheim. W Rosenborgu występował do końca 1980 roku, ale nie osiągnął z klubem z Trondheim znaczących sukcesów. Na początku 1981 roku odszedł do Moss FK. W 1983 roku zdobył z nim Puchar Norwegii. W latach 1985–1986 występował w drugoligowym Ås IL. W 1987 roku wrócił do Moss, z którym wywalczył jedyny w historii klubu tytuł mistrza kraju. Po tym sukcesie zakończył karierę.
| Sezon | Klub         | Kraj     | Rozgrywki   | Mecze | Bramki |
| ----- | ------------ | -------- | ----------- | ----- | ------ |
| 1971  | Raufoss IL   | Norwegia | 2. divisjon | ?     | ?      |
| 1972  | Raufoss IL   | Norwegia | 2. divisjon | ?     | ?      |
| 1973  | Raufoss IL   | Norwegia | 1. divisjon | 21    | 0      |
| 1974  | Raufoss IL   | Norwegia | 1. divisjon | 21    | 0      |
| 1975  | Rosenborg BK | Norwegia | 1. divisjon | 21    | 2      |
| 1976  | Rosenborg BK | Norwegia | 1. divisjon | 21    | 1      |
| 1977  | Rosenborg BK | Norwegia | 1. divisjon | 20    | 1      |
| 1978  | Rosenborg BK | Norwegia | 1. divisjon | 18    | 2      |
| 1979  | Rosenborg BK | Norwegia | 1. divisjon | 21    | 0      |
| 1980  | Rosenborg BK | Norwegia | 1. divisjon | 22    | 0      |
| 1981  | Moss FK      | Norwegia | 1. divisjon | 22    | 0      |
| 1982  | Moss FK      | Norwegia | 1. divisjon | 22    | 0      |
| 1983  | Moss FK      | Norwegia | 1. divisjon | 20    | 0      |
| 1984  | Moss FK      | Norwegia | 1. divisjon | 20    | 1      |
| 1985  | Ås IL        | Norwegia | 2. divisjon | ?     | ?      |
| 1986  | Ås IL        | Norwegia | 2. divisjon | ?     | ?      |
| 1987  | Moss FK      | Norwegia | 1. divisjon | 4     | 0      |

## Kariera reprezentacyjna
W reprezentacji Norwegii Grøndalen zadebiutował 25 lipca 1973 roku w wygranym 3:0 towarzyskim meczu z Koreą Północną, rozegranym w Bergen. W swojej karierze grał w: eliminacjach do MŚ 1974, eliminacjach do Euro 76, MŚ 1978, Euro 80, MŚ 1982, Euro 84 i MŚ 1986. Od 1973 do 1984 roku rozegrał w kadrze narodowej 77 meczów.